# Xã Colebrookdale, Quận Berks, Pennsylvania
Xã Colebrookdale (tiếng Anh: Colebrookdale Township) là một xã thuộc quận Berks, tiểu bang Pennsylvania, Hoa Kỳ. Năm 2010, dân số của xã này là 5.078 người.